# St. Vitus (Schönfeld)

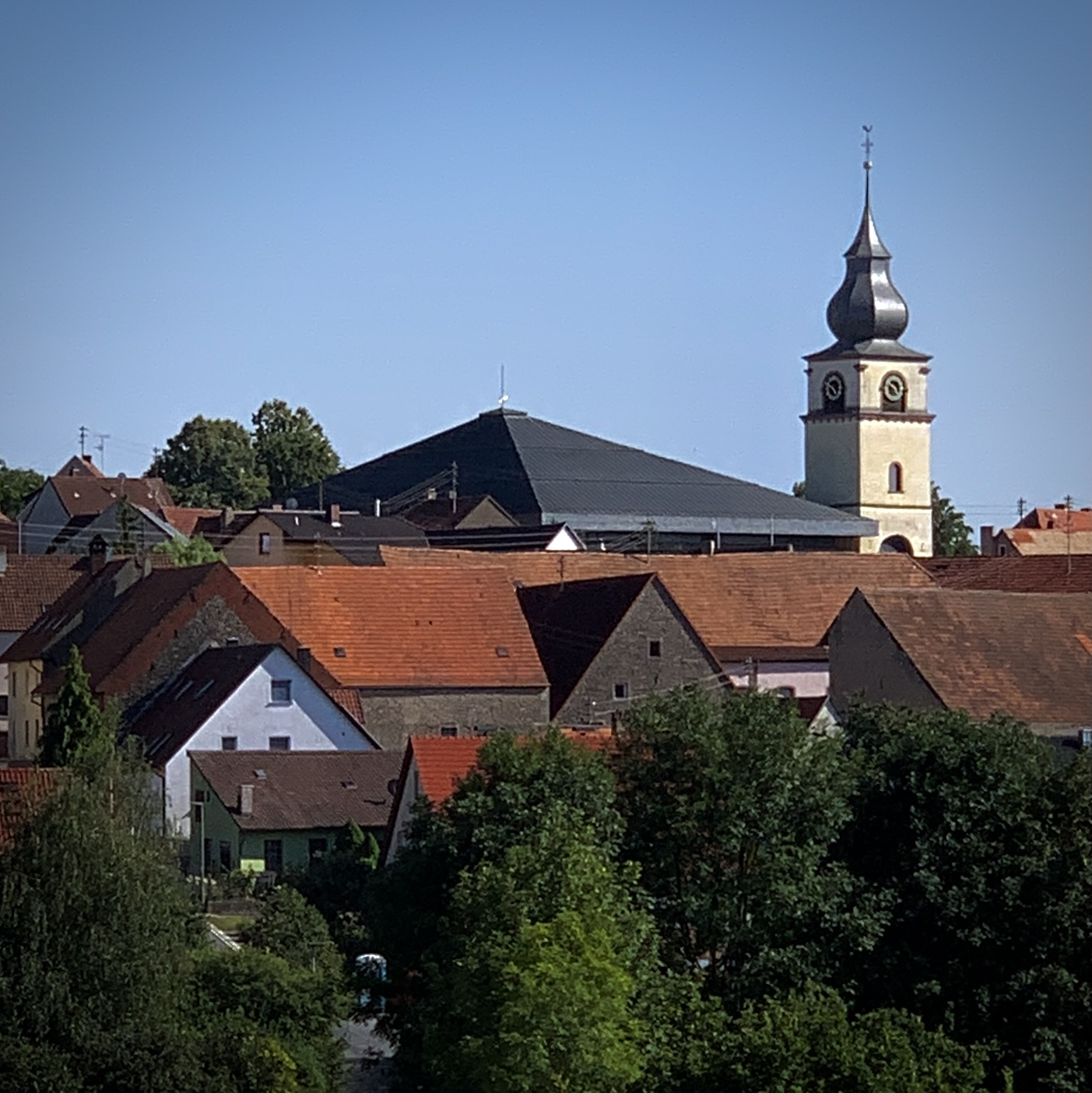
St. Vitus in Schönfeld

Die römisch-katholische Pfarrkirche St. Vitus in Schönfeld, einem Ortsteil der Gemeinde Großrinderfeld im Main-Tauber-Kreis in Baden-Württemberg, wurde im Jahr 1974 errichtet. Schutzpatron ist der heilige St. Vitus.

## Geschichte
Nachdem die 1827 erbaute Kirche der Gemeinde Schönfeld in den 1960er-Jahren dringend renovierungsbedürftig war, wurde beschlossen, eine ganz neue Kirche zu bauen. Im Jahr 1969 wurden die ehemalige Kirche und das Pfarrhaus abgerissen. Lediglich der Kirchturm blieb erhalten. Unter der Leitung von Pfarrer Josef Kühner wurde nach Plänen von Manfred Schmitt-Fiebig eine moderne, große Kirche mit einem Pfarrsaal und einer Werktagskirche erbaut. Am 30. Juni 1974 weihte Erzbischof Hermann Schäufele von Freiburg die neugebaute Kirche ein.
Die St.-Vitus-Kirche gehört zur Seelsorgeeinheit Großrinderfeld-Werbach, die dem Dekanat Tauberbischofsheim des Erzbistums Freiburg zugeordnet ist.

## Ausstattung

### Fenster
Durch die bunten Fenster wird die Kirche erhellt. Die Schöpfung wird hier durch farbige Blumen- und Sternmotive angedeutet. Außerdem sind Ähren, Lilien, Cherubim, sowie das Haus auf dem Felsen, der Schatz im Acker, Brote, Fische, Tauben und Trauben dargestellt.

### Statuen
In der Kirche sind die älteren Kunstwerke erhalten. An der Mauer vor der Sakristei steht eine spätbarocke Statue der Maria Immaculata. Dort befindet sich außerdem eine Figurengruppe der Ortsheiligen Veit, Josef und Laurentius. Auf der linken Seite des Altars steht eine barocke Auferstehungsgruppe mit der Muttergottes Maria und dem Hl. Josef, die von dem Tauberbischofsheimer Kaufmann Boegner gestiftet wurde. Eine Pietà steht in der Turmkapelle. Vor der Kirche auf dem Kirchplatz steht die Ludersgrotte und das Denkmal der Gefallenen und Vermissten der beiden Weltkriege.

### Glocken
Die Pfarrkirche St. Vitus in Schönfeld verfügt über ein vierstimmiges Geläut.

## Patrozinium
Das Patrozinium wird am Sonntag nach dem Fest St. Vitus am 15. Juni von der Gemeinde gefeiert und der Gelöbnistag am Sonntag nach dem Fest des St. Laurentius am 10. August.